# Албанская архиепископия
Албанская православная архиепископия в Америке (англ. Albanian Orthodox Archdiocese in America, алб. Kryepeshkopata Ortodokse Shqiptare në Amerikë) — одна из трёх «этнических» епархий Православной церкви в Америке, которая объединяет албанские приходы ПЦА в США, действующие параллельно территориальным епархиям ПЦА. Кафедральный собор — Георгиевский в Саут-Бостоне, штат Массачусетс.

## История
В 1886 году в США прибыли первые албанские переселенцы. К началу XX века преимущественно в Бостоне и его окрестностях образовалась значительная колония православных албанцев-эмигрантов. Их духовное окормление совершалось священниками-греками, входившими в клир Алеутской и Аляскинской епархии Русской православной церкви. Становление албанских приходов было связано с плодотворной церковной деятельностью Фана Ноли, прибывшего в США в 1906 году и рукоположенного в священника в 1908 году. Он организовал несколько новых албанских приходов, составивших Албанскую православную миссию, администратором которой он был назначен в 1918 году.
В феврале 1919 года на 2-м Всеамериканском церковном Соборе в Кливленде была создана Албанская православная епархия. Архимандрит Феофан (Ноли) был избран её епископом. Однако благословения на эту хиротонию Святейшего Патриарха Тихона получить не удалось из-за невозможности установления с ним связи в послереволюционные годы.
В сентябре 1922 года архимандрит Феофан Ноли представлял американскую албанскую епархию на Соборе в Берате, объявившем об автокефалии Албанской православной церкви. По решению Временного верховного церковного совета Албанской Православной Церкви 21 ноября 1923 года Феофана Ноли был хиротонисан во епископа Корчинского и назначен Примасом всей Албании; в данной должности он пробыл до декабря 1924 года, когда по политическим причинам был вынужден бежать из Албании.
Вернувшись в США в 1932 году, он вступил в управление Албанской православной епархией, находящейся в юрисдикции Албанской Православной Церкви (АПЦ). Однако митрополит Феофан не был признан другими каноническими епископами Америки и его епархия оказалась в изоляции. В 1949 году Константинопольский Патриарх, по просьбе некоторых албанцев сформировал Албанскую епархию в Америке, для которой 10 сентября 1950 года поставил епископа Марка (Липу), к которому присоединилось два прихода и несколько малых групп.
После Второй Мировой войны во всех приходах началось постепенное введение английского языка, албанский вытеснялся. Митрополиту Феофану удавалось поддерживать отношения с Албанской православной церкви даже после установления в Албании коммунистического режима.
После смерти митрополита Феофана епископы Албанской православной церкви рукоположили его преемника — епископа Стефана (Ласко), что также не было признано поместными церквами, к тому же епископа Стефана подозревали в сотрудничестве с коммунистами, из за чего три албанских прихода вышли из его юрисдикции.
В 1971 году три автономных прихода признали епископа Стефана, после чего он со своей епархией присоединился к Православной церкви в Америке. Епархия насчитывала тогда 13 приходов и 16 тысяч человек паствы.
После вхождения в ПЦА в Албанской епархии новых приходов не образовывалось, их до сих пор 13 (самый старый из ныне действующих приходов был создан в 1908 году, самый молодой — в 1953, единственный созданный после Второй Мировой войны). Преемником епископа Стефана был избран Марк (Форсберг), однако его рукоположение во епископы состоялось только через три года. В 1983 году епископ Марк был отстранён от управления епархией, после чего до 2002 года ей управлял митрополит Феодосий (Лазор) при помощи секретаря протопресвитера Артура Лайолина.

## Современное положение
Высшим представительным органом является Собрание под председательством правящего епископа и при участии духовенства и 2 представителей от каждого прихода (староста и мирянин). Созывается Собрание ежегодно в октябре для избрания заместителя председателя из мирян, генерального секретаря, 4 попечителей Фонда помощи студентам духовных заведений (Theological Student Fund), а также представителей от духовенства и мирян в Митрополичий совет ПЦА. Совет архиепископии, который заседает в перерывах между Собраниями, состоит из правящего епископа, настоятелей и старост от каждого прихода. Текущие дела рассматривают епископ, секретарь, заместитель председателя из мирян и попечители, избираемые на Собрании. Учреждён Фонд Ноли (Noli Fund), оказывающий помощь приходам и другим организациям в утверждении и распространении православной веры.
В большинстве приходов богослужение проводится на английском языке с различным количеством албанских вкраплений; лишь в паре приходов албанский занимает значительное место — от трети до половины богослужения. Приходы находятся в шести штатах. Епархия разделена на три благочиния и живет по новоюлианскому календарю.

### Благочиния
- Массачусетское
- Среднеатлантическое
- Великих озёр

## Епископы
Албанская Православная Церковь в Америке
- Феофан (Ноли) (1932 — 13 марта 1965)
- Стефан (Ласко) (20 марта 1965 — 14 октября 1971)

Албанская епархия Православной церкви в Америке
- Стефан (Ласко) (14 октября 1971 — 30 апреля 1975)
- Марк (Форсберг) (10 ноября 1979 — январь 1983)
- Феодосий (Лазор) (январь 1983 — 22 июля 2002) в/у, митрополит всей Америки и Канады
- Никон (Лайолин) (24 мая 2002 — 1 сентября 2019)
- Тихон (Моллард) (1 сентября 2019 — 11 ноября 2022) в/у, митрополит всей Америки и Канады
- Марк (Мэймон) (11 ноября 2022 — 16 сентября 2023) в/у, архиепископ Филадельфийский и Восточно-Пенсильванский
- Никодим (Престон) (с 16 сентября 2023)